# Cyrtandra schizostyla
Cyrtandra schizostyla är en tvåhjärtbladig växtart som beskrevs av Charles Baron Clarke. Cyrtandra schizostyla ingår i släktet Cyrtandra och familjen Gesneriaceae. Inga underarter finns listade i Catalogue of Life.